# Anne-Marie Audouyn de Pompéry
Anne-Marie Audouyn de Pompéry (nom de soltera Anne-Marie Audouyn du Cosquer, Kemper, 31 de gener del 1762 - Soissons, 21 d'abril del 1820) fou una escriptora epistolar francesa, amb el pseudònim de «Sévigné cornouaillaise».
Entre les seues obres, hi ha l'epistolari À mon cher cousin... une femme en Bretagne à la fi du XVIII siècle, una sèrie de cartes entre Anne-Marie Audouyn de Pompery i el seu cosí Kergus, entre el 1783 i el 1805. En aquestes cartes comparteix la seua passió per la música i la literatura, i s'hi observen els seus trets d'erudita, música i escriptora epistolar, en què ofereix una mirada del naixement dels temps moderns i de la vida de Kemper i del Pont-l'Abbé de la fi del segle xviii.
Un altre dels seus treballs fou Un Coin de Bretagne pendant la Révolution, correspondència que mantingué amb el seu cosí Bernardin de Saint-Pierre, que publicà el seu cosí Édouard de Pompéry el 1884.